# Peyton Miller
Peyton James Miller (Farmington, 8 novembre 2007) è un calciatore statunitense, difensore del N.E. Revolution.

## Caratteristiche tecniche
È un terzino sinistro.

## Carriera

### Club
Cresciuto nel settore giovanile del N.E. Revolution, nel 2023 è stato assegnato alla seconda squadra in MLS Next Pro, dove ha debuttato il 27 marzo nell'incontro vinto 3-2 contro l'Atlanta United 2; ha realizzato il suo primo gol il 10 aprile successivo, nella partita vinat 5-1 contro il Philadelphia Union II.
Il 12 giugno 2023 ha firmato il suo primo contratto professionistico ed il 17 luglio 2024 ha debuttato in prima squadra nell'incontro di MLS perso 5-1 contro il Philadelphia Union. Ha segnato il suo primo gol nella massima divisione statunitense il 1º giugno 2025 contro il CF Montréal.

### Nazionale
Ha giocato con le nazionali giovanili statunitensi Under-16, Under-17 ed Under-20.

## Statistiche

### Presenze e reti nei club
Statistiche aggiornate al 6 luglio 2025.
| Stagione        | Squadra            | Campionato      | Campionato | Campionato | Coppe nazionali | Coppe nazionali | Coppe nazionali | Coppe continentali | Coppe continentali | Coppe continentali | Altre coppe | Altre coppe | Altre coppe | Totale | Totale | Totale |
| Stagione        | Squadra            | Comp            | Pres       | Reti       | Comp            | Pres            | Reti            | Comp               | Pres               | Reti               | Comp        | Pres        | Reti        | Pres   | Reti   |        |
| --------------- | ------------------ | --------------- | ---------- | ---------- | --------------- | --------------- | --------------- | ------------------ | ------------------ | ------------------ | ----------- | ----------- | ----------- | ------ | ------ | ------ |
| 2023            | N.E. Revolution II | MNP             | 25         | 3          | -               | -               | -               | -                  | -                  | -                  | -           | -           | -           | 25     | 3      |        |
| 2024            | N.E. Revolution    | MLS             | 10         | 0          | USCup           | 0               | 0               | -                  | -                  | -                  | LC          | 3           | 0           | 13     | 0      |        |
| 2025            | N.E. Revolution    | MLS             | 15         | 1          | USCup           | 0               | 0               | -                  | -                  | -                  | LC          | 0           | 0           | 15     | 1      |        |
| Totale carriera | Totale carriera    | Totale carriera | 50         | 4          |                 | 0               | 0               |                    | -                  | -                  |             | 3           | 0           | 53     | 4      |        |